# Heinkel He 343
El Heinkel He 343 fue un proyecto de bombardero propulsado por cuatro motores de reacción, sobre la base de un diseño de tamaño aumentado del Arado Ar 234, desarrollado durante la Segunda Guerra Mundial por la Alemania Nazi.

## Desarrollo
En enero de 1944, persuadido por Heinkel, el Oberstleutnant Knemeyer comenzó a trabajar en un bombardero a reacción de cuatro motores Heinkel HeS 011, que podría estar preparado lo más rápido posible. Aunque Heinkel había estado trabajando en un proyecto similar (P.1068), se decidió tomar un diseño existente (Arado Ar 234) y ampliar las dimensiones.
Se proyectaron cuatro versiones: 
- el bombardero He 343A-1
- la versión de reconocimiento A-2
- las versiones A-3 y B-1 Zerstörer (Destructores)

Se ordenaron veinte aeronaves a principios de 1944, pero hacia fin de año el proyecto fue cancelado. Hay rumores de que un avión se terminó, pero fue destruido antes de su primer vuelo de prueba.

### A1
Dependiendo de los motores utilizados, la carga de bombas varió entre 2000 kg y 3000 kg, con 2000 kg alojados internamente, y 1000 kg 
externamente. Los ensayos que se celebraron con la bomba radiocontrolada Fritz X fueron exitosos. El armamento defensivo constaba de 
dos cañones MG 151 20 mm con 200 cartuchos cada uno, fijos y disparando hacia atrás, montados en la parte 
trasera del fuselaje.

### A2 (Reconocimiento)
El 343A-2, la versión de reconocimiento, iba a ser similar a la A-1, pero en lugar de una carga de bombas, dos cámaras Rb 75/30 iban en la bahía de bombas, junto con un nuevo tanque de 2400 kg de combustible para ampliar el alcance. Dos cañones MG 151 de 20 mm con 200 disparos cada uno, estaban fijos disparando hacia atrás como en la A-1, montados en la parte trasera del fuselaje para fines de defensa.

### A3 Zerstorer
El 343A-3 fue la primera versión Zerstörer (Destructor). El armamento estándar eran 4 cañones MK 103 de 30 mm con 400 cartuchos en total, que fueron montadas en la bahía de bombas, o dos MK 103 de 30 mm con 100 cartuchos cada uno y dos cañones de 20mm MG 151 con 200 cartuchos cada uno. Armas con calibre de hasta 50 mm podían utilizarse, si bien todas las armas de fuego disparaban hacia adelante, colocadas en el lado de estribor del fuselaje bajo la nariz, debido a que la rueda de nariz se retraía hacia atrás se alojaba a un costado. Una vez más, al igual que las variantes A-1 y A-2, el armamento defensivo consistió en dos MG 151 de 20 mm fijos hacia atrás con 200 cartuchos cada uno, que fueron montados en la parte trasera del fuselaje.

### Prototipos
- Heinkel He 343 
  - V1 trabajo número 850061 Prototipo básico de bombardero. Diseño de documentos.
  - V2 trabajo número 850062 Célula básica de los ensayos de vuelo y el motor. Será reconstruido para las pruebas de bombardeo en picado, después de los primeros vuelos. Construido según los planos entregados el 19 de abril. . Las catapultas se entregaran después. Dos unidades fueron entregadas.
  - V3 trabajo número 850063 Versión suministrada para las pruebas de las armas, de la radio y de navegación. Nueva cabina de pilotaje con vidrio blindado.
  - V4 trabajo número 850064 Versión de prueba de armas , incluida la bomba Fritz-X radiocontrolada. Similar al V3 pero con un asiento para un tercer tripulante. Se entregaron 6 unidades.
  - V5 trabajo número 850065 Versión para ensayos en vuelo a gran altitud.
  - V6 trabajo número 850066 Versión para la sustitución de materiales. Suministrados por la como versión Destructor.
  - V7 trabajo número 850067 Todas las versiones son similares al V3

### No puede desarrollarse
Las turbinas Junkers no fueron exitosas, además el He 343 estaba en una pugna interna con el He 287 de ala en flecha negativa, también un reactor tetramotor. El programa 343 fue detenido a fines de 1944, y todos los componentes y plantillas o modelos de construcción fueron almacenados o desguazados, debido al empeoramiento de la situación de guerra, en el que toda la construcción de aviones se concentró en los aviones de combate.

### Unión Soviética
Los soviéticos capturaron al menos un ejemplar, dando pie al desarrollo del Ilyushin Il-22 (Nombre código de la OTAN "Tipo 10")

## Especificaciones (He 343A-1)
Referencia datos: Herwig and Rode p.81

### Características generales
- Tripulación: 2
- Longitud: 16,5 m (54,1 ft)
- Envergadura: 18 m (59,1 ft)
- Altura: 5,4 m (17,6 ft)
- Superficie alar: 42,45m²
- Peso cargado: 19 550 kg (43 088,2 lb)
- Planta motriz:   .
  - Empuje normal: 9,3 kN (950 kgf; 2094 lbf)

### Rendimiento
- Velocidad máxima operativa (Vno): 910 km/h
- Alcance: 2800 km (1512 nmi; 1740 mi)

### Armamento
- Bombas: Hasta 3.000 kg en bombas.

### Desarrollos relacionados
- Arado Ar 234
- Ilyushin Il-22

### Secuencias de designación
- Sistema de designación aeronaves del RLM: ← Fl 339 · Ar 340 · Wn 342 · He 343 · Rk 344 · So 344 · Go 345 →

### Listas relacionadas
- Anexo:Aeronaves militares de Alemania en la Segunda Guerra Mundial